# Euproctis nigripuncta
Euproctis nigripuncta är en fjärilsart som beskrevs av Antonius Johannes Theodorus Janse 1915. Euproctis nigripuncta ingår i släktet Euproctis och familjen tofsspinnare. Inga underarter finns listade i Catalogue of Life.